# Všeobecné volby v Belgii 2007

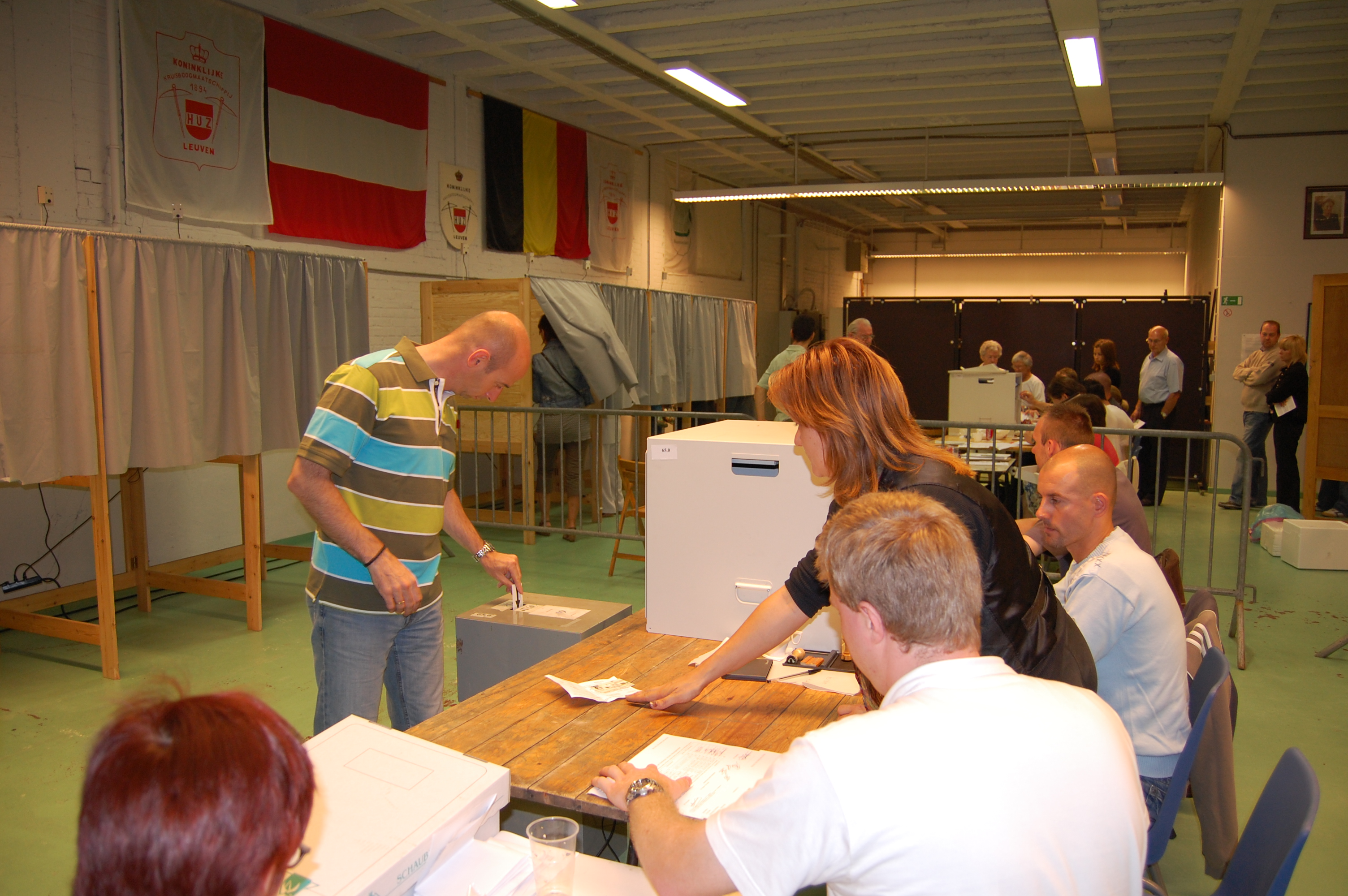
Voliči v Leuven

V roce 2007 se uskutečnily Belgické všeobecné volby, které se konaly 10. června 2007. Voliči šli k urnám, aby zvolili nové členy Sněmovny reprezentantů a Belgického senátu.
Oprávnění voliči byli belgičtí občané starší 18 let. Uzavírací klauzule byla stanovena ve výši 5% pro politické strany. 
Výsledkem voleb bylo, že liberální frakce (MR a VLD) se stala největší skupinou v parlamentu, za nímž následují křesťanští demokraté (CD & V, CDH) a N-VA s 40 místy. 

## Strany

### Vlámské strany (nizozemsky mluvící)
- Nová vlámská aliance (Nieuw-Vlaamse Alliantie, N-VA) – středo-pravicová politická strana usilující o odtržení Vlámska.
- Křesťanskodemokratická a vlámská strana (Christen-Democratisch en Vlaams, CD&V) – křesťanská demokratická politická strana s historickými vazbami na odborářské i korporativní organizace.
- Socialistická strana - jinak (Socialistische Partij – Anders, sp.a) – sociálně demokratická politická strana.
- Vlámští liberálové a demokraté (Vlaamse Liberalen en Democraten, VLD) – liberální politická strana.
- Vlámský zájem (Vlaams Belang) – krajně pravicová politická strana usilující o odtržení Vlámska a žádající přísné limity pro imigranty.
- Zelení! (Groen!) – zelená politická strana.
- Dedeckerova listina (Lijst Dedecker) – liberálně konzervativní politická strana.

### Valonské strany (francouzsky mluvící)
- Socialistická strana (Parti socialiste, PS) – sociálně demokratická politická strana.
- Reformní hnutí (Mouvement réformateur, MR) – liberálně konzervativní politická strana.
- Humanistický demokratický střed(Centre démocrate humaniste, Cdh) – křesťanská demokratická politická strana.
- Ecolo – zelená politická strana.
- Národní fronta (Front National) – krajně pravicová francouzsko-nacionalistické politické hnutí známé pro svůj tvrdý postoj k imigraci.

## Sněmovna reprezentantů
|                              | Křesťanskodemokratická a vlámská strana - Nová vlámská aliance (Christen-Democratisch en Vlaams - Nieuw-Vlaamse Alliantie) | 1 234 950 | 18,51%  | ▲ +2,20 % | 30  | ▲ +8 |
|                              | Reformní hnutí (Mouvement réformateur)                                                                                     | 835 073   | 12,52%  | ▲ +1,12 % | 23  | ▼ −1 |
|                              | Vlámský zájem (Vlaams Belang)                                                                                              | 799 844   | 11,99 % | ▲ +0,40 % | 17  | ▼ −1 |
|                              | Vlámští liberálové a demokraté (Vlaamse Liberalen en Democraten)                                                           | 789 455   | 11,83 % | ▼−3,53%   | 18  | ▼ −7 |
|                              | Socialistická strana (Parti socialiste)                                                                                    | 724 787   | 10,86%  | ▼-2,16%   | 20  | ▼-5  |
|                              | Socialistická strana - jinak (Socialistische Partij – Anders)                                                              | 684 390   | 10,26%  | ▼−4,65%   | 14  | ▼−19 |
|                              | Humanistický demokratický střed (Centre démocrate humaniste)                                                               | 404 077   | 6,06%   | ▲+0,59%   | 10  | ▲+2  |
|                              | Ecolo | 340 378   | 5,10%   | ▲+2,04%   | 8   | ▲+4  |
|                              | Dedeckerova listina (Lijst Dedecker)                                                                                       | 268 648   | 4,03%   | ▲ +4,03%  | 5   | ▲ +5 |
|                              | Zelení! (Groen!) | 265 828   | 3,98%   | ▲+1,51%   | 4   | ▲+4  |
|                              | Národní fronta (Front National)                                                                                            | 131 385   | 1,97%   | ▼-0,01%   | 0   | ▬±0  |
|                              | Ostatní | 192 545   | 2,89%   | —         | —   | —    |
| Celkem (volební účast 91,0%) | Celkem (volební účast 91,0%)                                                                                               | 6 671 360 | 100%    |           | 150 |      |
| Zdroj: Verkiezingen 2007.    | |           |         |           |     |      |

## Belgický senát
|                              | Křesťanskodemokratická a vlámská strana - Nová vlámská aliance (Christen-Democratisch en Vlaams - Nieuw-Vlaamse Alliantie) | 1 287 389 | 19,42%  | ▲ +3,65% | 9  | ▲ +3 |
|                              | Vlámští liberálové a demokraté (Vlaamse Liberalen en Democraten)                                                           | 821 980   | 12,40%  | ▼−2,98%  | 5  | ▼ −2 |
|                              | Reformní hnutí (Mouvement réformateur)                                                                                     | 815 755   | 12,31%  | ▲+0,16%  | 4  | ▲ +1 |
|                              | Vlámský zájem (Vlaams Belang)                                                                                              | 787 782   | 11,89%  | ▲ +0,57% | 5  | ▬ ±0 |
|                              | Socialistická strana (Parti socialiste)                                                                                    | 665 342   | 10,04%  | ▼-5,43%  | 4  | ▼ -3 |
|                              | Socialistická strana - jinak (Socialistische Partij – Anders)                                                              | 613 091   | 9.48%   | ▼−0,54%  | 4  | ▬±0  |
|                              | Humanistický demokratický střed (Centre démocrate humaniste)                                                               | 390 852   | 5,90%   | ▲ +0,36% | 2  | ▬±0  |
|                              | Ecolo | 385 466   | 5,82%   | ▲ +2,36% | 2  | ▲ +1 |
|                              | Zelení! (Groen!) | 241 151   | 3,64%   | ▲+1,18%  | 1  | ▲ +1 |
|                              | Dedeckerova listina (Lijst Dedecker)                                                                                       | 223 992   | 3,38%   | ▲+3,38%  | 1  | ▲ +1 |
|                              | Národní fronta (Front National)                                                                                            | 150 461   | 2,27%   | ▲ +0,02% | 1  | ▬ ±0 |
|                              | Ostatní | 179 145   | 2,69%   | —        | —  | —    |
| Celkem (volební účast 91,1%) | Celkem (volební účast 91,1%)                                                                                               | 6 628 127 | 100,00% |          | 40 |      |
| Zdroj: Verkiezingen 2007.    | |           |         |          |    |      |